# 淮海省
淮海省是日军占领江苏省、安徽省时期，扶植汪精卫政权设立的一个省，前身是苏淮特别区。中华人民共和国方面，称为“伪苏淮特别区”、“伪淮海省”:107。
1942年1月，于江苏省北部原徐海道辖区设置苏淮特别区。1944年1月，正式改制升格为淮海省，以徐州为省会。其范围相当于现在江苏省的徐州市、连云港市、宿迁市全部，以及盐城市、淮安市北部沿淮地区，安徽省的宿州市、亳州市、淮北市、泗县等地。

## 歷史沿革
在1942年以前，江蘇省長江以北皆屬「華北政務委員會」所管理，汪精衛政權僅控制江蘇省長江以南各縣市。為了將該地納編入旗下，汪精衛先於1939年5月於成立「苏北行政专员公署」:107，統轄江蘇省長江以北之泰、江都、六合、浦鎮、儀徵、泰興、靖江、南通、海門、啟東、如皋、東台、興化、高郵、鹽城、寶應等16縣，並於1942年1月1日後暫代管「徐海道」及安徽省淮北地區。
1942年1月15日，汪系中央政治委员会第七十八次会议决定将苏北行政长官公署改为苏淮特别区行政长官公署，辖江蘇省的徐州市及銅山、豐、沛、碭山、邳、蕭、宿遷、睢寧、東海、灌雲、沭陽、贛榆、泗陽、淮安、淮陰、漣水、阜寧等17縣（原徐海道），以及安徽省的宿、泗、靈璧、亳等4縣（原淮北地區），共一市21县:107。1月24日「蘇淮特別行政區」正式成立，行政长官兼保安司令为郝鵬。1943年郝鹏举接任。
1944年1月13日汪系中央政治委员会第131次会议决定蘇北行政公署改为淮海省。1944年2月1日「淮海省」正式成立。「苏北行政专员公署」完成過渡任務後，不属于淮海省的部分於1944年5月27日併入江蘇省，成為江蘇省第一行政督察專區。

## 行政區劃
1943年，苏淮特别区新设6个行政督察区:107。全省面积5万平方公里，人口1300万。
| - 第一区，专员驻地：徐州:107 - 徐州（市） - 銅山县 - 蕭县 - 亳县 | - 第二区，专员驻地：砀山:107 - 碭山县 - 沛县 - 丰县 | - 第三区，专员驻地：宿县:107 - 宿县 - 灵璧县 - 泗县 | - 第四区，专员驻地：宿迁:107 - 宿遷县 - 邳县 - 睢宁县 | - 第五区，专员驻地：淮阴:107 - 淮阴县 - 淮安县 - 漣水县 - 泗陽县 | - 第六区，专员驻地：东海:107 - 東海县 - 灌雲县 - 沭陽县 - 赣榆县 - 阜寧县 |

## 歷任行政首長
蘇淮特別區行政長官
1. 郝鵬：1942年1月27日 - 1943年9月2日
2. 郝鵬舉：1943年9月2日 - 1944年1月15日

淮海省省長
1. 郝鵬舉：1944年1月15日 - 1945年8月